# Indo-Guyanezen

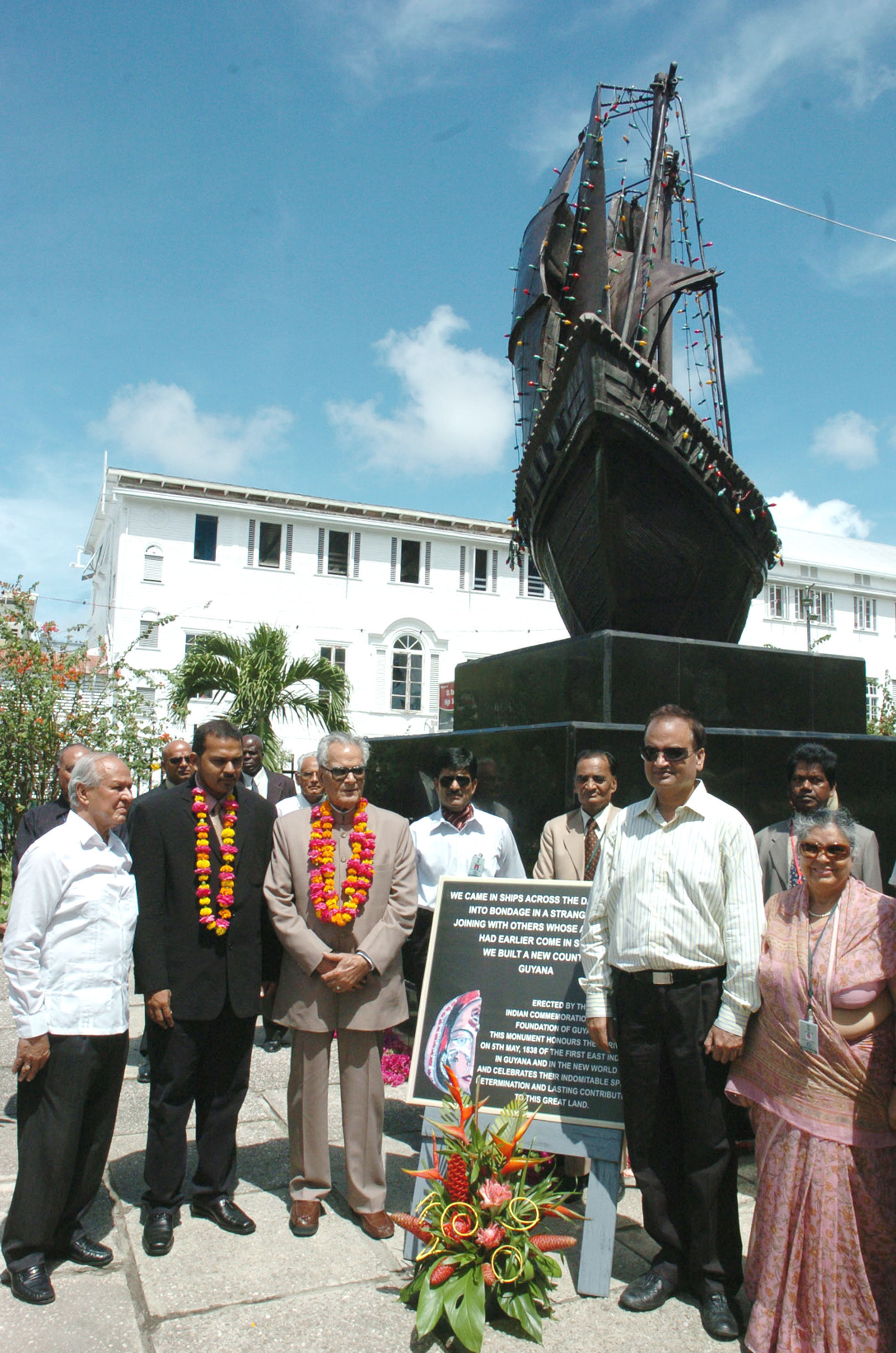
De Indiase vicepresident Bhairon Singh Shekhawat in 2006 bij het Whitby-monument

Indo-Guyanezen of Indiase Guyanezen zijn inwoners uit Guyana met voordouders uit het Indisch subcontinent, tot 1947 Brits-Indië. Zij zijn de afstammelingen van contractarbeiders en migranten die vanaf 1838 hier naartoe emigreerden.
Het overgrote deel kwam uit Noord-India, met name uit de regio's Bhojpur en Awadh in Uttar Pradesh, Bihar en Jharkhand. Een beperkt aantal kwam uit Zuid-India. Onder de immigranten bevonden zich ook arbeiders uit andere delen van Zuid-Azië. Het overgrote deel van de Indiërs kwam in de 19e eeuw als contractarbeiders, aangespoord door politieke onrust, de gevolgen van de opstand van 1857 en hongersnood. Anderen met een hogere sociale status kwamen als handelaren, landeigenaren en boeren uit India, die door veel van dezelfde factoren werden verdreven.